# 吴涌
吴涌 二级警督（1968年8月—2020年3月22日），男性，籍贯辽宁沈阳，生前在武汉市公安局硚口区公安分局汉正街利济派出所工作，担任共和社区民警。其参与了2019冠状病毒病武汉市疫情的防治工作，並在疫情期间负责社区封控、患者转运、服务群众工作，但在连续工作61天后过劳身亡。
其获得了烈士称号。在其逝世后，武汉市公安局号召武汉警察向其学习，中共湖北省委书记应勇上门慰问其家属。